# Общественная кампания
Адвокация (англ. advocacy) — термин из практики общественных организаций, означающий регулярную деятельность или кампанию, направленную на представительство и защиту прав и интересов определённой социальной группы или темы, продвижение общественных интересов в органах власти (включая парламент).
Отличие от лоббирования в том, что лоббирование более узкий термин, предполагающий работу уже на уровне законодательного органа, в то время как адвокация охватывает так же и все хронологически ранние этапы, такие как: исследования; строительство коалиции; массовое лоббирование снизу; массовые мероприятия и акции прямого действия; влияние через предвыборные кампании; экспертные мнения; влияние через СМИ; общественное образование; судебные тяжбы; административное и прямое лоббирование. Либо более крупными категориями: исследования и сбор доказательств; информирование и просвещение общественности; организация и координация; давление и влияние на власть.
Порой оригинальное слово advocacy на русский язык переводят как «общественная кампания» или «пропаганда». «Общественная кампания» — более общий термин, в который включаются как адвокативные кампании, так и прочие, не ставящие целью влиять на политические решения или принятие законов. Например, сбор средств на лечение детей это «общественная компания», но не адвокативная, так как не ставит целью политические изменения.
Обычно для массовости кампании охватывают сразу несколько социальных групп, у которых имеются общие интересы. Объектом воздействия кампаний являются государственные учреждения (организации); целью воздействия — осуществление определённых структурных изменений (например, принятие законов) в отношении группы, интересы которой таким образом отстаиваются.
Следует отличать адвокацию от пропаганды, так как они различаются своими методами. Адвокация в большей степени ориентирована на рациональные аргументы, защиту законных прав и свобод граждан, кооперацию и научную коммуникацию, в то время как пропаганда ориентирована на эмоциональное влияние.
В настоящее время адвокация используется для любой общественно значимой цели: предупреждения распространения ВИЧ/СПИД, наркомании, туберкулёза и детской беспризорности, защита прав некурящих людей, ограничения на алкоголь, защита прав ЛГБТ и др. Во многих странах имеются курсы по технике проведения кампаний, литература и так далее.

## Адвокация в градостроительстве
В градостроительстве и урбанистике для данных практик используется термин «адвокативное планирование» — группа жителей поручает представительство своих интересов профессионалу (юристу, архитектору и пр.) для отстаивания своего видения развития территории проживания. Разработчиком концепции адвокативного планирования считаются Пол Давидофф (1930—1984), американский юрист и планировщик, и его супруга Линда Давидофф.